# (100502) 1996 XZ22
(100502) 1996 XZ22 es un asteroide perteneciente al cinturón de asteroides, descubierto el 12 de diciembre de 1996 por el equipo del Spacewatch desde el Observatorio Nacional de Kitt Peak, Arizona, Estados Unidos.

## Designación y nombre
Designado provisionalmente como 1996 XZ22.

## Características orbitales
1996 XZ22 está situado a una distancia media del Sol de 2,310 ua, pudiendo alejarse hasta 2,635 ua y acercarse hasta 1,985 ua. Su excentricidad es 0,140 y la inclinación orbital 7,216 grados. Emplea 1282,92 días en completar una órbita alrededor del Sol.

## Características físicas
La magnitud absoluta de 1996 XZ22 es 16,7.